# Văscăuți, Florești
Văscăuți este satul de reședință al comunei cu același nume  din raionul Florești Republica Moldova.

## Istorie
Satul Văscăuți a fost atestat documentar pentru prima dată în anul 1431:
„Din mila lui Dumnezeu, noi, Alexandru voievod, domn al Țării Moldovei. Facem cunoscut, cu această carte a noastră, celor care o vor vedea sau o vor auzi citindu-se, că această adevărată slugă și boier al nostru credincios, pan Cupcici vornic, ne-a slujit cu dreaptă și credincioasă slujbă. De aceea, noi, văzând dreapta și credincioasa lui slujbă către noi, i-am miluit cu deosebita noastră milă și i-am dat și i-am întărit vislujenia lui, satele, în țara noastră, anume: Hențăuți, pe Siret, și Grigorăuți, mai sus de Dragan, și Camena, pe Siret, pe care i l-a dat fiica lui Miclou, și satul Șepelăuților, pe care l-a schimbat pentru Dobrinăuți, și cutul lui Stepan, și poiana unde a fost Dan și Tominți, pe care l-a cumpărat de la Mihail, și jumătate din Crasna, pe care a cumpărat-o de la Șandru, și Vășcăuți, pe care i-a cumpărat de la Nemirca, și Vascăuți, amândouă cuturile, pe care i le-a dat Bogdan înaintea noastră, ...

...

Iar pentru mai mare întărire a tuturor celor mai sus-scrise, am poruncit slugii noastre credincioase, Neagoe logofăt, să serie și să atârne pecetea noastră la această carte a noastră.

La Suceava, în anul 6939 <1431> iunie 15.”
Între anii 1918 și 1929 a fost reședința plășii Văscăuți din județul Soroca.

## Demografie

### Structura etnică
Structura etnică a satului conform recensământului populației din 2004:
| Grup etnic         | Populație | % Procentaj |
| ------------------ | --------- | ----------- |
| Moldoveni / Români | 1.031     | 96,63%      |
| Ucraineni          | 16        | 1,5%        |
| Ruși               | 16        | 1,5%        |
| Țigani             | 3         | 0,28%       |
| Alții              | 1         | 0,09%       |
| Total              | 1.067     | 100%        |